# UEフィゲレス
ウニオ・エスポルティーバ・フィゲレス（Unió Esportiva Figueres）は、スペイン・カタルーニャ州フィゲラスに本拠地を置くサッカークラブ。現在はテルセーラ・ディビシオンRFEFに在籍している。

## 歴史
1919年4月13日設立。1986-87シーズンから7シーズンはセグンダ・ディビシオンに在籍しており、この期間の1991-92シーズンのリーグ戦3位がクラブの最高成績である。
2007年、当時のクラブ会長が、自治体からの支援が十分でないという理由でクラブの本拠地をカステイダフェルスへと移転させた。しかし、これに反発したクラブの少数株主との間で訴訟問題にまで発展する一悶着があり、2007年8月にクラブはカタルーニャ州5部リーグから再スタートを図った。

## 歴代監督
- ジョアン・セガーラ 1973-1974
- ピチ・アロンソ 1992-1993
- フランシスコ 2004

## 歴代所属選手
- ホセ・エレーラ 1989-1990
- タブ・ラモス 1990-1992
- フランセスク・ビラノバ 1990-1992
- トニ・ヒメネス 1991-1992
- ロボ・カラスコ 1992
- ルイス・センブラーノス 1993